# Odlum Brown Vancouver Open 2010
L'Odlum Brown Vancouver Open 2010 è un torneo professionistico di tennis giocato sul cemento, che faceva parte dell'ATP Challenger Tour 2010 e dell'ITF Women's Circuit 2010. Si è giocato a Vancouver in Canada dal 2 all'8 agosto 2010.

## Partecipanti

### Teste di serie
| Nazionalità | Giocatore         | Ranking* | Testa di serie |
| ----------- | ----------------- | -------- | -------------- |
| Stati Uniti | Taylor Dent       | 84       | 1              |
| Germania    | Tobias Kamke      | 102      | 2              |
| Israele     | Dudi Sela         | 104      | 3              |
| Lituania    | Ričardas Berankis | 131      | 4              |
| Serbia      | Ilija Bozoljac    | 135      | 5              |
| Stati Uniti | Jesse Levine      | 152      | 6              |
| Stati Uniti | Robert Kendrick   | 155      | 7              |
| Stati Uniti | Jesse Witten      | 169      | 7              |

- Ranking al 26 luglio 2010.

### Altri partecipanti
Giocatori che hanno ricevuto una wild card:
- Philip Bester
- Andrea Collarini
- Ryan Harrison
- Vasek Pospisil

Giocatori che hanno ricevuto uno special exempt:
- Frank Dancevic
- Milos Raonic

Giocatori passati dalle qualificazioni:
- Steven Diez
- Brydan Klein
- Alex Kuznetsov
- James Ward

## Campioni

### Singolare maschile
Dudi Sela ha battuto in finale  Ričardas Berankis con il punteggio di 7–5, 6–2

### Singolare femminile
Jelena Dokić ha battuto in finale  Virginie Razzano con il punteggio di 6–1, 6–4.

### Doppio maschile
Treat Conrad Huey /  Dominic Inglot hanno battuto in finale  Ryan Harrison /  Jesse Levine con il punteggio di 6–4, 7–5.

### Doppio femminile
Chang Kai-chen /  Heidi El Tabakh hanno battuto in finale  Irina Falconi /  Amanda Fink con il punteggio di 3–6, 6–3, [10–4].